# László Székely
László Székely (ur. w 1910 w Budapeszcie, zm. 27 listopada 1969 w Robecco Pavese, Włochy) – węgierski piłkarz, grający na pozycji napastnika, trener piłkarski.

## Kariera piłkarska

### Kariera klubowa
W 1925 rozpoczął karierę piłkarską w Nagyváradi AC. Potem występował w innych węgierskich klubach, m.in. MTK Budapest FC, gdzie zakończył karierę w 1946 roku.

## Kariera trenerska
Karierę szkoleniowca rozpoczął w wiedeńskim klubie sportowym "MTK Wien Háková". Następnie przeniósł się do Włoch, gdzie pracował jako trener US Lecce. Później trenował brazylijskie kluby Juventus-SP i Fluminense-RJ. Ponadto, prowadził w sześciu meczach węgierską drużynę narodową juniorów, która wygrała Mistrzostwa Europy.
Sezon 1949/50 rozpoczął we Włoszech kierując Hellas Verona. Potem przejął reprezentację Izraela.
Wiosną 1952 roku przeniósł się do Turcji, gdzie pracował z klubami Fenerbahçe SK i Galatasaray SK. W 1954 trenował brazylijski Grêmio Porto Alegre, ale wkrótce wrócił do Turcji, gdzie w 1957 prowadził reprezentację Izraela. Potem trenował Adalet SK, Emniyet SK, Vefa SK, Beykozspor i Karagümrük SK.
Na początku lat 60. XX wieku wyjechał do Włoch, gdzie stał na czele FBC Unione Wenecja, a w 1963 objął prowadzenie US Palermo. W latach 1965–1967 prowadził US Alessandria Calcio. W sezonie 1967/68 trenował Modena FC. W 1969 został mianowany na stanowisko głównego trenera Albenga Calcio.
27 listopada 1969 zmarł w wyniku obrażeń w wypadku samochodowym we włoskim Robecco Pavese.

## Sukcesy i odznaczenia

### Sukcesy trenerskie
Fenerbahçe
- mistrz Istanbul Football League: 1952/53, 1956/57
- mistrz Turcji: 1960/61
- zdobywca Cemal Gürsel Kupası: 1959/60